# فانتازیا (فیلم)
فانتازیا (به انگلیسی: Fantasia) یک فیلم آنتولوژی انیمیشنی موزیکال آمریکایی محصول ۱۹۴۰ ساخته شرکت والت دیزنی است که کارگردانی آن توسط جو گرانت و دیک هومر و سرپرستی تولید توسط والت دیزنی و بن شارپستین ساخته شده است. این فیلم شامل هشت قطعه متحرک‌سازی شده بر اساس قطعات موسیقی کلاسیک به رهبری لئوپولد استوکوفسکی تنظیم شده است که هفت قطعه آن توسط ارکستر فیلادلفیا اجرا می‌شود. دیمز تیلور، منتقد و آهنگساز موسیقی، نقش رهبر ارکستر را در فیلم ایفا می‌کند و هر بخش را در میان پرده‌ها به‌صورت فیلم زنده معرفی می‌کند.
شاگرد جادوگر، که در ابتدا یک کارتون مفصل از سری سمفونی احمقانه بود، در سال ۱۹۳۸ به عنوان یک بازگشت برای میکی ماوس که از محبوبیتش کاسته شده بود، آماده شده بود. اما از آنجایی که هزینه‌های تولید، بیشتر از آن بود که یک فیلم کوتاه می‌توانست به دست آورد، دیزنی تصمیم گرفت آن را درون یک فیلم بلند قرار دهد همراه با بخش‌های مختلف قطعات کلاسیک با همکاری استوکوفسکی و تیلور. موسیقی متن با استفاده از چندین کانال صوتی ضبط شد و با فانتاساند که یک سیستم صوتی پیشرو بود و توسط دیزنی و آرسی‌ای توسعه یافته بود، تولید شد و فانتازیا اولین فیلمی بود که به صورت استریو و پیشگام در صدای فراگیر (ساراند) پخش شد.

## تاریخچه
فانتازیا اولین بار به صورت اکران سیار سینمایی (تئاتریکال رادشو theatrical roadshow) اکران شد و در ۱۳ شهر در سراسر ایالات متحده بین سال‌های ۱۹۴۰ و ۱۹۴۱ توسط آرکی‌او پیکچرز برگزار شد. اولین بار در ۱۳ نوامبر ۱۹۴۰ در تئاتر برادوی در شهر نیویورک آغاز شد. با این وجود که توسط منتقدان تحسین شد، اما به دلیل قطع شدن توزیع در بازار اروپای محصور در جنگ جهانی دوم، هزینه‌های بالای تولید فیلم، و هزینه ساخت تجهیزات فانتاساند و اجاره بالای سالن‌های تئاتریکال رادشو، نتوانست سودی به دست آورد.
از سال ۱۹۴۲، این فیلم چندین بار توسط آرکی‌او پیکچرز و توزیع بوینا ویستا، نسخه مجدد شده است و فیلم و صدای اصلی آن در هر نسخه حذف، اصلاح یا بازیابی شده است. با توجه به تورم، فانتازیا بیست و سومین فیلم پرفروش تمام دوران در ایالات متحده است.
با توجه به رشد چشمگیر فرنچایز فانتازیا شامل بازی‌های ویدئویی، جاذبه‌های دیزنی‌لند و مجموعه‌ای از کنسرت‌های زنده، دنباله‌ای به نام فانتازیا ۲۰۰۰ توسط برادرزاده والت دیزنی، روی اولیور دیزنی ساخته شد، در سال ۱۹۹۹ منتشر شد. فانتازیا در طول سال‌ها شهرت بیشتری پیدا کرده است و اکنون به عنوان یکی از بهترین فیلم‌های انیمیشن تمام دوران مورد تحسین قرار گرفته است. در سال ۱۹۹۸، مؤسسه فیلم آمریکا آن را به عنوان پنجاه و هشتمین فیلم برتر آمریکایی در ۱۰۰ سال ۱۰۰ فیلم خود رتبه‌بندی کرد. و پنجمین فیلم انیمیشن برتر در لیست ۱۰ فیلم برتر خود. در سال ۱۹۹۰، فانتازیا برای نگهداری در فهرست ملی فیلم ایالات متحده توسط کتابخانه کنگره انتخاب شد که «از نظر فرهنگی، تاریخی یا زیبایی شناختی مهم است.»

## پیرنگ
فیلم فانتازیا در آغاز با صحنه‌های لایو اکشن اعضای یک ارکستر که در پس‌زمینه آبی رنگ جمع می‌شوند و سازهای خود را در نیمه‌نور و نیمه‌سایه کوک می‌کنند، آغاز می‌شود. مجری مراسم، دیمز تیلور وارد صحنه می‌شود (همچنان در ضد نور، نیمه نور، نیمه سایه) و برنامه را معرفی می‌کند.

### توکاتا و فوگ در د مینور
توکاتا و فوگ در ر مینور اثر یوهان سباستیان باخ.
نماهای اکشن زنده ارکستر که به رنگ آبی و طلایی روشن شده‌اند، با پسزمینه سایه‌های تلفیق شده، به شکلهای انتزاعی دیزالو می‌شوند. خطوط متحرک، اشکال و تشکیل ابرها صدا و ریتم موسیقی را منعکس می‌کنند.

### سوئیت فندق شکن
سوئیت فندق شکن اثر پیوتر ایلیچ چایکوفسکی.
برگزیده‌هایی از مجموعه باله ۱۸۹۲ با تأکید بر صحنه‌هایی که تغییر فصل‌ها از تابستان به پاییز و زمستان را به تصویر می‌کشند. انواع رقص‌هایی با پریان جنگل، ماهیها، گلها، قارچها و برگها ارائه می‌شود، از جمله رقص پری آلو قندی، رقص چینی، رقص عربی، رقص روسی، رقص فلوت‌ها و والس گلها.

### شاگرد جادوگر
شاگرد جادوگر اثر پل دوکا.
بر اساس شعر ۱۷۹۷ گوته Der Zauberlehrling ساخته شده است. میکی ماوس، شاگرد جوان جادوگر یِن سید، برخی از ترفندهای جادویی استادش را انجام می‌دهد اما نمی‌داند چگونه آنها را کنترل کند.

### پرستش بهار
پرستش بهار اثر ایگور استراوینسکی.
تاریخچه‌ایست تصویری از آغاز پیدایش زمین که بر روی منتخبی از موسیقی باله به تصویر کشیده شده است. این قطعه از شکل‌گیری سیاره تا اولین موجودات زنده و سلطنت و به دنبال آن انقراض دایناسورها پیش می‌رود.

### میان پرده
میان پرده / ملاقات با اثر صوتی:
نوازندگان ارکستر می‌روند و عنوان فانتازیا آشکار می‌شود. پس از تنفس، در هنگام بازگشت اعضای ارکستر، یک بداهه گروهی کوتاه از جاز به رهبری یک نوازنده کلارینت برگزار می‌شود. سپس نمایشی با سبک طنز از نحوه ارائه صدا در فیلم نشان داده می‌شود. شخصیت کارتونی اثر صوت، که در واقع یک خط سفید مستقیم است، بر اساس صداهای پخش شده به اشکال و رنگ‌های مختلف تغییر می‌کند.

### سمفونی شبانی
سمفونی شبانی (سمفونی روستایی) اثر لودویگ فان بتهوون.
دنیای اسطوره‌ای یونانی-رومی متشکل از سانتورهای رنگارنگ، کوپیدوها، جانوران و دیگر چهره‌های اسطوره‌شناسی کلاسیک در موسیقی بتهوون به تصویر کشیده شده است. گردهمایی برای فستیوال بزرگداشت باکوس، خدای شراب، توسط زئوس قطع می‌شود، او طوفانی ایجاد می‌کند و به ولکان امر می‌کند تا رعد و برق بسازد تا او به سمت حاضران پرتاب کند.

### رقص ساعت‌ها
رقص ساعت‌ها اثر آمیلکاره پونکیلی.
باله کمدی در چهار بخش: مادام اوپانووا و شترمرغ‌هایش (صبح). سنبل اسب‌آبی و خدمتکارانش (بعد از ظهر); گروه فیل‌های حباب‌زن و الفانچین (عصر)؛ و بن‌علی‌گیتور (بن‌تمساح) و لشکر تمساح او (شب). در پایان همه شخصیت‌ها با هم می‌رقصند تا زمانی که قصرشان فرو می‌ریزد.

### شبی بر فراز کوه سنگی و آوِه ماریا
شبی بر فراز کوه سنگی اثر مودست موسورگسکی و آوِه ماریا اثر فرانتس شوبرت.
در شب والپورگیس، شیطان غول پیکر چرنابوگ بیدار می‌شود و ارواح شیطانی و ارواح ناآرام را از قبرهایشان به کوه طاس فرا می‌خواند. ارواح می‌رقصند و در هوا پرواز می‌کنند تا وقتی که شب در سپیده دم محو می‌شود، با صدای زنگ آنجلوس به عقب رانده می‌شوند. صدای آواز آوِه‌ماریا شنیده می‌شود که گروهی از راهبان ردای‌پوش به تصویر کشیده می‌شوند که با مشعل‌های روشن در جنگل و به داخل خرابه‌های یک کلیسای جامع قدم می‌زنند.
این اثر بر اساس ۸ قطعهٔ موسیقی کلاسیک ساخته شد و هنرمندان سازنده آن، برای اولین بار در استودیوی دیزنی فرصت یافتند، تا همهٔ توانایی‌های زیبایی شناسانه و گرافیکی خود را آزادانه ارائه دهند.